# Amanda Vanstone

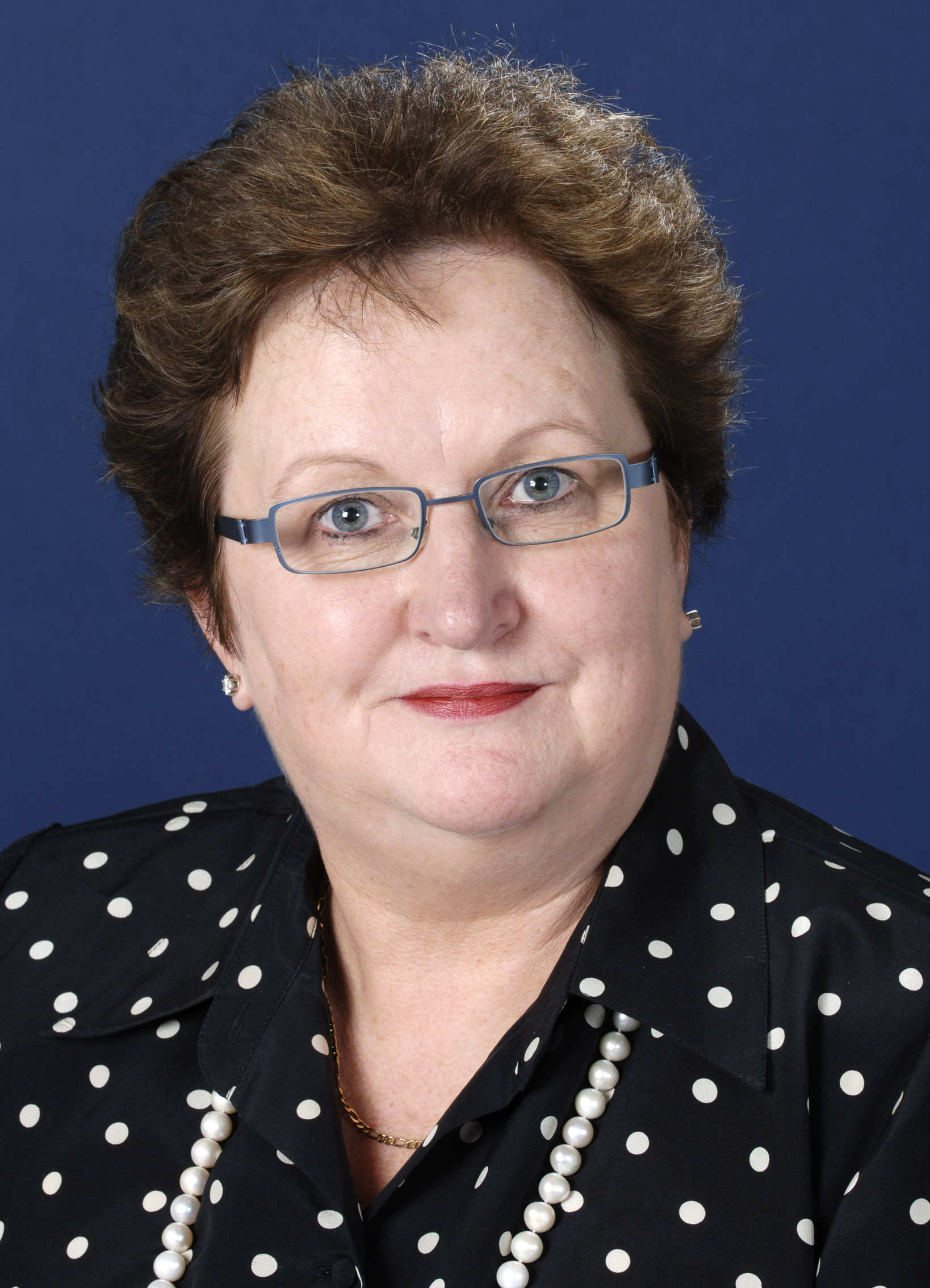
Amanda Vanstone

Amanda Eloise Vanstone AO (* 7. Dezember 1952 in Adelaide, South Australia) ist eine australische Politikerin.

## Leben
Nach ihrer Schulzeit studierte Vanstone an der University of Adelaide Kunst und Rechtswissenschaften.
Vanstone wurde Mitglied der Liberal Party of Australia. 1984 gelang ihr der Einzug als Senatorin in den Australischen Senat, dem sie bis 2007 angehörte.
Von 1996 bis 1997 war Vanstone Ministerin für Arbeit, Bildung, Erziehung und Jugend. Von 2001 bis 2003 war Vanstone Ministerin für Familie, Wohnungsbau und öffentlicher Dienst.
Von 2003 bis 2006 war Vanstone Ministerin für Einwanderung, multikulturelle und indigene Angelegenheiten. Von 2006 bis 2007 war Vanstone Ministerin für Einwanderung und multikulturelle Angelegenheiten.
Sie ist verheiratet mit dem Rechtsanwalt Tony Vanstone.
Im Juni 2007 wurde Vanstone zur australischen Botschafterin in Italien ernannt.